# 张文运 (五经博士)
张文运（?—?），明朝陕西等處承宣布政使司凤翔府郿县（今陕西眉县）人，张载十四代孙。
天启二年（1622年），明熹宗授任张文运翰林院五经博士，子孙世袭，以奉祀北宋先贤张载，为衍圣公之下奉祀颜曾思孟仲周张邵程朱等先圣先贤的翰林院五经博士之一。崇祯三年（1630年）张文运去世，其子张承引，以为父丁忧未袭。崇祯六年（1633年）去世，张承引之子张元祥，清朝康熙元年（1622年）袭任翰林院五经博士。

## 延伸阅读
[在维基数据编辑]
 《明史·卷284》